# Dung dịch xử lý khí thải động cơ diesel

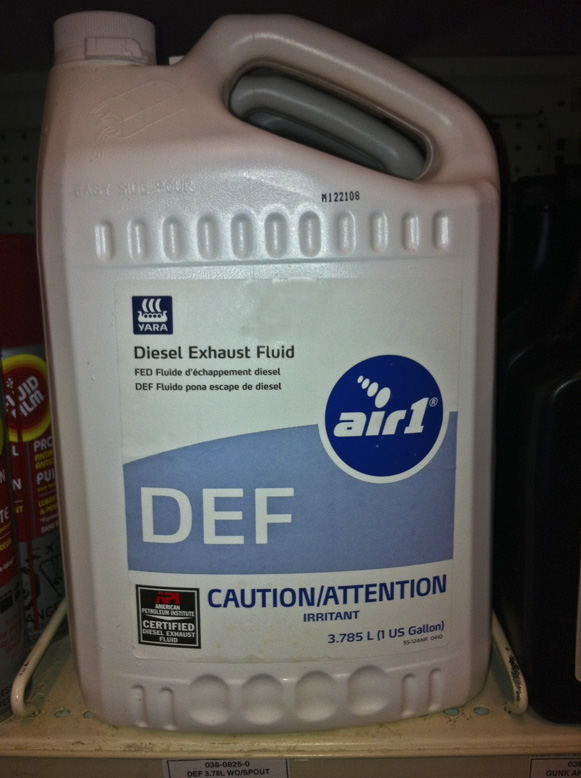
Dung dịch xử lý khí thải động cơ diesel loại thương mại

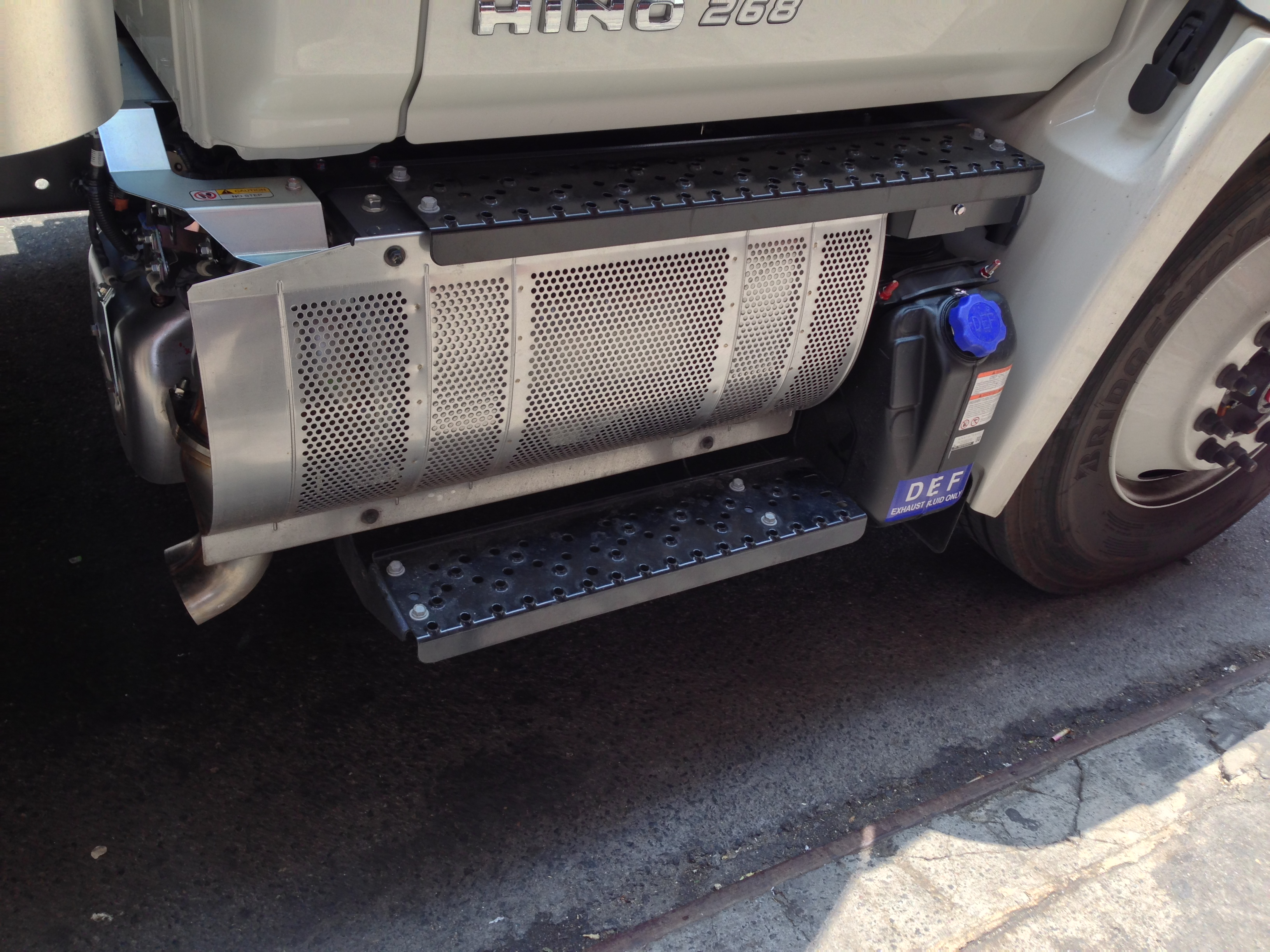
Xe tải Hino giảm xúc tác chọn lọc (SCR) bên cạnh bộ lọc hạt diesel (DPF) với quá trình tái tạo bằng cách phun nhiên liệu muộn để kiểm soát nhiệt độ xả để đốt cháy bồ hóng.

Dung dịch xử lý khí thải động cơ diesel (viết tắt tiếng Anh là DEF - Diesel Exhaust Fluid) là một dung dịch nước urê được làm bằng 32,5% urea và thành phần còn lại là nước khử ion. Nó được chuẩn hóa theo tiêu chuẩn với tên AUS 32 (dung dịch nước khử urê) theo tiêu chuẩn ISO 22241. DEF được sử dụng làm vật liệu tiêu hao trong hệ thống giảm xúc tác chọn lọc (Selective Catalytic Reduction - SCR) để giảm nồng độ NOx trong buồng phát thải khí thải của động cơ Diesel.
Hiệp hội Công nghiệp ô tô Đức (VDA) đăng ký thương hiệu AdBlue® cho AUS 32.

## Hóa học
Động cơ diesel có thể chạy với tỉ lệ không khí nâu trên không khí (tỷ lệ quá toxiometric), để đảm bảo quá trình cháy hoàn toàn của bồ hóng và để ngăn chúng không sử dụng hết nhiên liệu không cháy. Sự dư thừa của không khí cần thiết dẫn tới việc tạo ra các oxit nitơ (NOx), là chất gây ô nhiễm có hại, từ nitơ trong không khí. Bộ phận giảm xúc tác có chọn lọc được sử dụng để giảm lượng NOx thải vào bầu khí quyển từ hệ thống xả của ô tô. Dung dịch xử lý khí thải ô tô (DEF) từ một thùng chứa riêng biệt được bơm vào đường ống dẫn khí thải, nơi mà chất urê trong nước bốc hơi và phân hủy để tạo thành ammoniac và cacbon dioxide. Trong chất xúc tác SCR, NOx được xúc tác giảm bởi ammonia (NH3) vào nước (H2O) và nitơ (N2), đều vô hại; và những thứ này sau đó được giải phóng thông qua khí thải.
DEF là dung dịch urê 32,5% có thành phần hóa học là (NH2)2CO. Khi bơm vào dòng khí thải nóng vào, nước bốc hơi và nhiệt phân urê tạo thành amonia và axit isocyanic:
(NH
2)
2CO → NH
3 + HNCO
Axit isocyanic thủy phân thành carbon dioxide và amonia:
HNCO +  H2O → CO2 + NH
3
Tổng quan, đây là:
(NH
2)
2CO + H
2O → 2 NH
3 + CO2
Từ thời điểm này, amonia, với sự hiện diện của oxy và một chất xúc tác, sẽ làm giảm oxit nitơ

2 NO + 2 NH
3 + 1⁄2 O
2 → 2 N
2 + 3  H2O và
3 NO
2 + 4 NH
3 → 3+1⁄2 N
2 + 6  H2O
Quá trình giảm NO
x bởi urea là:
2 (NH
2)
2CO + 4 NO + O
2 → 4 N
2 + 4 H
2O + 2 CO2 và
2 (NH
2)
2CO + 3 NO
2 → 3+1⁄2 N
2 + 4  H2O + 2 CO2

## Lưu kho
Các hệ thống SCR nhạy cảm với các tạp chất hóa học tiềm ẩn trong dung dịch urê, do đó dung môi là nước khử khoáng. Dung dịch nước urê không độc hại và an toàn để xử lý. Tuy nhiên, nó có thể ăn mòn một số kim loại và do đó phải được lưu trữ và vận chuyển cẩn thận. Sản phẩm nên được đóng kín nắp sau khi sử dụng xong.
Dung dịch DEF được lưu trữ trong một bình chứa trên xe, và được bơm vào dòng xả khí thải bằng hệ thống SCR. Tỷ lệ phun phụ thuộc vào hệ thống xử lý, nhưng thường là 2-6% lượng tiêu thụ diesel. Tỷ lệ sử dụng thấp này đảm bảo khoảng thời gian nạp đầy dung dịch và giảm thiểu kích thước của bình chứa (và sự xâm nhập của nó vào không gian chứa hàng của). Bộ điều khiển điện tử điều chỉnh việc bổ sung chất lỏng theo các thông số như động cơ nhiệt độ hoạt động và tốc độ.
Chất thải động cơ diesel được cung cấp cho người tiêu dùng thông qua nhiều lượng khác nhau của các nhà sản xuất khác nhau, từ các bình chứa cho việc sử dụng đơn hoặc lặp lại nhỏ, cho người vận chuyển hàng rời đòi hỏi số lượng lớn DEF. Đề nghị DEF được cất giữ ở nơi thoáng mát, khô ráo và thông thoáng, tránh ánh sáng trực tiếp. Tính đến năm 2013, một số trạm dừng xe tải đang bắt đầu thêm bơm DEF, trong đó dầu thải của động cơ diesel chạy bằng bơm tương tự như động cơ diesel, và thường nằm gần bơm nhiên liệu để tài xế có thể đổ đầy cả hai mà không di chuyển xe tải.